# Deborah Teramis Christian
Deborah Teramis Christian (ur. 18 lipca 1956 w  Bremerton) – amerykańska autorka książek i projektantka gier. Niegdyś pracowała pod pseudonimem Deborah Christian. W swoich niektórych pracach RPG używała również pseudonimu Terry Randall.

## Kariera
Projektowała i zajmowała się redakcją scenariuszy do Dungeons & Dragons, w tym Tales of the Outer Planes, The Minrothad Guilds, Lords of Darkness, Bestiary of Dragons and Giants, Adventure Pack I, Dragon Dawn, i Kara-Tur: The Eastern.
W 1997 zdobyła nominację do Nagrody Locusa w kategorii Best First Novel za swoją powieść Mainline. 

## Książki
- Mainline (1996)
- Kar Kilam (1998, polskie wydanie w 2002)
- The Truthsayer's Apprentice (1999)
- Splintegrate (2014)[4]